# بلدية قريقرة وفينان
بلدية قريقرة وفينان إحدى بلديات محافظة العقبة، تضم مناطق قريقرة وفينان.